# Мерлино (коммуна)
Мерлино (итал. Merlino) — коммуна в Италии, располагается в регионе Ломбардия, в провинции Лоди.
Население составляет 1264 человека (2008 г.), плотность населения составляет 126 чел./км². Занимает площадь 10 км². Почтовый индекс — 26833. Телефонный код — 02.
Покровителями коммуны почитаются святой первомученик Стефан и святой Зенон (Zenone), празднование в первое воскресение октября.

## Демография
Динамика населения:

## Администрация коммуны
- Официальный сайт: http://www.comune.merlino.lo.it/